# Abraham Genoels
Abraham Genoels, ou Abraham Genouil en France, est un dessinateur, graveur et peintre paysagiste baroque flamand né à Anvers le 25 mai 1640 et mort dans la même ville le 10 mai 1723. Il se faisait appeler Archimède à la fin de sa vie.
Il a mené une carrière internationale qui l'a conduit à travailler à Paris, Rome et Anvers.

## Biographie
Il est le neveu du peintre et graveur flamand Laureys Franck.
Il a appris le dessin avec Jacob Backereel, à Anvers, et la perspective avec Nicolaas Marten Fierlants, à Bois-le-Duc.
En 1659, souhaitant se rendre à Paris, les routes étant barrées vers le sud, il doit voyager avec Georg Remees jusqu'à Amsterdam puis prendre un bateau lui permettant d'atteindre Dieppe avant de rejoindre la capitale française. Il a d'abord logé avec son parent, Laureys Franck, et y a rencontré Francisque Millet, alors âgé de 17 ans, qui était son élève. Ils étaient venus tous les deux d'Anvers pour s'installer à Paris. Abraham Genoels lui a enseigné la perspective.
Abraham Genoels va travailler à la Manufacture des Gobelins pour Adam François van der Meulen ainsi que pour Charles Le Brun qui lui a fait faire les fonds de plusieurs de ses Batailles d'Alexandre. Il a été admis à l'Académie royale de peinture et de sculpture le 4 janvier 1665 grâce à l'appui de Le Brun. D'après l'Almanach royal, il y a été huissier et concierge de l'Académie de peinture.
Le graveur Gérard Audran l'a aidé à apprendre la gravure alors qu'ils travaillaient tous les deux pour Charles Le Brun.
Il a aussi travaillé pour divers personnages, y compris François Michel Le Tellier et Louis II de Bourbon-Condé (pour son Château de Chantilly).
Il revient en Flandre en 1669. Il était accompagné dans ce voyage jusqu'à Amiens par les peintres flamands Jan van Huchtenburg et Adriaen Frans Boudewyns. Il souhaitait continuer son voyage en allant rejoindre à Liège un groupe partant pour l'Italie, mais il l'a manqué car il a dû venir auparavant à Bruxelles pour faire des croquis du château de Miramont pour une tapisserie commandée par Louis XIV. Il est revenu à Paris pour peindre trois vues du château. Il a quitté le service du roi peu de temps après pour revenir à Anvers. Il y a fait des tableaux pour servir à la réalisation d'une tapisserie commandée par le comte de Monterey, gouverneur des Pays-Bas espagnols.
Il a pu faire son voyage en Italie et visiter Rome en 1674. Il y était parti avec un groupe dirigé par Marselis Liberechts, et comprenant Pieter Verbrugghen II (sculpteur), Frans Moens de Middelburg, et Canon de Liège, Albert Clouwet (graveur d'Anvers), Abraham van den Heuvel (commerçant de Naples), et Soldanio (marchand de Venise). Ils ont quitté Anvers le 9 septembre 1674, et sont arrivés à Rome en passant par Mayence, Francfort, Augsbourg, Innsbruck, le col du Brenner, Trévise, Venise, Ferrare et Bologne. À Rome, il est devenu membre de la confrérie des Bentvueghels sous le surnom d'Archimède, à cause de ses connaissances en mathématiques.
Il a gravé plusieurs estampes à Rome qu'il a signées « A. Genoels alias Archimedes f. Romæ ».
Pendant son séjour à Rome, il a visité les villas autour de la ville, observé les bâtiments, les sites et les points de vue en faisant des croquis pour ses prochains tableaux. Il a peint à Rome le portrait du cardinal Rospigliosi et quelques paysages pour l'ambassadeur d'Espagne.
Il a entrepris son voyage de retour en 1682. Il a quitté Rome le 25 avril pour Paris, accompagné du graveur Laviron d'Anvers, et de Cavalier et Monier, deux graveurs français, en passant par Sienne, Florence, Pise, Gênes, Nice, Marseille, Avignon, Lyon, Tarare et Orléans. Il y a rendu visite à ses amis et fait des cadeaux d'un tableau à Charles Lebrun et Jean-Baptiste Colbert. Puis, refusant les propositions de s'installer en France, il a continué son voyage vers Anvers où il est arrivé le 8 décembre 1682. Il est devenu membre de la Guilde de Saint-Luc d'Anvers. En 1690, il signe encore une planche « Archimedes fecit 1690 octob. ».

## Œuvres
- Paysage avec un tempietto, gravure, 12,5 x 17,5 cm, 1684.
- Paysage classique, plume, 23 x 33 cm, Gray (Haute-Saône), musée Baron-Martin.